# Pittsford (Nowy Jork)
Pittsford – miasto w Stanach Zjednoczonych, w stanie Nowy Jork, w hrabstwie Monroe.